# Tis (ort i Tjeckien)
Tis är en ort i Tjeckien.   Den ligger i regionen Vysočina, i den centrala delen av landet, 90 km sydost om huvudstaden Prag. Tis ligger 542 meter över havet och antalet invånare är 348.
Terrängen runt Tis är huvudsakligen platt. Tis ligger uppe på en höjd. Runt Tis är det ganska tätbefolkat, med 172 invånare per kvadratkilometer. Närmaste större samhälle är Havlíčkův Brod, 12,5 km sydost om Tis. Omgivningarna runt Tis är en mosaik av jordbruksmark och naturlig växtlighet.